# Hotelul Biasini din Cluj-Napoca
Hotelul Biasini din Cluj-Napoca este o clădire din secolul al XIX-lea pe strada Avram Iancu nr.20 (fosta str. Petőfi Sándor), lângă intrarea la Cimitirul Hajongard.

## Istoric
Gaetano Biasini (1790-1847) a sosit în oraș ca instructor de spadă, iar după căsătorie a obținut dreptul de cetățean al Clujului. În 1818 a deschis o școală de spadă privată în clădirea Redutei, iar în 1824 o școală publică de spadă. În 1837 a cumpărat clădirea care funcționase ca han și a transformat-o în hotel. La parter era o cafenea, și tot aici era stația pentru cursa dintre Budapesta și București. (Distanța Budapesta - Cluj era parcursă în vreme bună în trei zile.) Până la 1870 oficiul poștal local funcționase în spațiul închiriat de la hotel. Cafeneaua hotelului a devenit în acea perioadă locul favorit al studenților români, care organizau aici întâlniri și manifestări. Tot la cafenea Nicolae Bălcescu și Sándor Petőfi au avut o serie de discuții prin care s-a încercat unificarea revoluțiilor de la 1848, discuții eșuate însă datorită unor divergențe dintre cei 2 lideri. 
Aici au stat:
- în noiembrie - decembrie 1846: Franz Liszt
- în octombrie 1847: Sándor Petőfi împreună cu soția sa
- în iulie 1849: Nicolae Bălcescu
- în mai 1853: Mór Jókai

După înființarea hotelului New York (astăzi Continental), hotelul Biasini a decăzut, și-a pierdut rangul original. În anul 1913 la parter a fost deschis un cabaret. În aprilie 1926 proprietarul de atunci a închis hotelul și cabaretul, transformând clădirea în bloc de locuințe. 